# Jetzelsdorf
Jetzelsdorf ist eine Ortschaft und eine Katastralgemeinde der Gemeinde Haugsdorf im Bezirk Hollabrunn in Niederösterreich. Die Ortschaft hat 392 Einwohner (Stand 1. Jänner 2024). Bis Ende 1969 war Jetzelsdorf eine eigenständige Gemeinde.

## Geografie
Das beiderseits der Pulkau liegende Dorf befindet sich westlich von Haugsdorf bei der Mündung des Retzbaches in die Pulkau. Beim Ort kreuzen die Weinviertler Straße und die Pulkautal Straße.

## Geschichte
Laut Adressbuch von Österreich waren im Jahr 1938 in der Ortsgemeinde Jetzelsdorf ein Taxiunternehmer, zwei Bäcker, eine Bierniederlage, ein Binder, ein Branntweinhändler, ein Fleischer, ein Friseur, zwei Gastwirte, zwei Gemischtwarenhändler, eine Hebamme, eine Milchgenossenschaft, ein Schmied, zwei Schuster, eine Sparkasse, ein Tischler, zwei Viktualienhandlungen, zwei Wagner und zwei Ziegeleien ansässig.
Mit 1. Jänner 1970 wurde die bis dahin selbständige Gemeinde nach Haugsdorf eingemeindet.